# Semelako Atas
Semelako Atas is een bestuurslaag in het regentschap Lebong van de provincie Bengkulu, Indonesië. Semelako Atas telt 1239 inwoners (volkstelling 2010).